# Edwin Valencia
Pour les articles homonymes, voir Valencia.
Edwin Valencia, né le 29 mars 1985 à Florida (Colombie), est un footballeur colombien, qui évolue au poste de milieu défensif à Fluminense. Au cours de sa carrière il évolue à l'Atlético Paranaense et à Fluminense ainsi qu'en équipe de Colombie.

## Carrière
- 2004-2006 : America Cali
- 2007-2010 : Atlético Paranaense
- 2010- : Fluminense  [1],[2]

## Palmarès

### En équipe nationale
- 15 sélections et 0 buts avec l'équipe de Colombie depuis 2006.

### Avec l'Atlético Paranaense
- Vainqueur du Championnat du Paraná de football en 2009.

### Avec Fluminense
- Vainqueur du Championnat brésilien en 2010 et en 2012.
- Vainqueur du Championnat carioca en 2012.